# Vaargeul
Een vaargeul is het bebakende deel van het vaarwater dat dikwijls uitgebaggerd is. Een roeiboot kan overal op het vaarwater varen, een zeeschip alleen in de vaargeul, het deel van het vaarwater tussen de boeien en bakens. Om een rivier met veel zandbanken bevaarbaar te houden voor grotere schepen, is meestal een gebaggerde, bebakende vaargeul noodzakelijk. Soms werd ook met een spuikom een vaargeul bevaarbaar gehouden.
Een voorbeeld van een vaargeul is die in de Westerschelde, die belangrijk is voor de haven van Antwerpen. Een vaargeul in een haven wordt ook wel (in Vlaanderen) een havengeul genoemd.
Een voorbeeld van een vaargeul op zee is de Eurogeul (met daarin begrepen de Maasgeul) die toegang verschaft voor grote zeeschepen tot de haven van Rotterdam.